# Katedra Chrystusa w Garden Grove
Katedra Chrystusa (ang. Christ Cathedral, dawniej: Kryształowa Katedra, ang. Crystal Cathedral) – postmodernistyczny, monumentalny kościół w Garden Grove. Budynek zaprojektował amerykański architekt, Philip Johnson.
Świątynia była pierwotnie protestanckim megakościołem tradycji kalwińskiej, należącym do Kościoła Reformowanego w Ameryce i nosiła nazwę Crystal Cathedral. W połowie listopada 2011 r. została sprzedana za kwotę 57,4 mln dolarów rzymskokatolickiej diecezji Orange. 17 lipca 2019, po kilkuletniej renowacji i dostosowaniu do kultu rzymskokatolickiego, kościół został konsekrowany i ustanowiony katedrą diecezji Orange, otrzymując nazwę katedra Chrystusa.

## Charakterystyka
Świątynia została zbudowana z 10 tysięcy prostokątnych szyb i jest w stanie pomieścić 2900 osób. Wewnątrz sali znajdują się organy posiadające 320 głosów, skonstruowane przez Fratelli'ego Ruffatti. Szyby, z których zbudowany jest kościół, nie są mocowane do jego struktury, ale połączone ze sobą silikonem, co pozwala budynkowi przetrwać trzęsienie ziemi rozmiaru do 8 stopni. Konstrukcja kościoła rozpoczęła się w 1977 r. i zakończyła się w 1980 r. Łączny koszt budowy wyniósł 17 milionów dolarów (w przeliczeniu na obecne: 55 milionów dolarów).

## Galeria
|  |  |  |
|  |  |  |